# Marcel-Henri Verdren
Marcel-Henri Verdren (Brussel, 6 december 1933 – aldaar, 19 juni 1976) was een Belgisch kunstschilder en graficus.

## Levensloop
Als kind nog kwamen zijn ouders in Oostende wonen. Hij volgde een opleiding in de architectuurafdeling aan het ENSAAV (Ter Kameren). Als jonge twintiger ging hij een tijd in Parijs wonen. Hij was er werkzaam in het atelier van de Britse graficus Stanley William Hayter (1901-1988), gekend als "Atelier 17". Hij werkte mee aan een grafische editie "Geoform 1967".
Hij is gekend als constructivistisch of geometrisch non-figuratief kunstschilder. Hij had een voorkeur voor het werken met zwart en wit.

## Tentoonstellingen
- 1960, Albert Plage (Knokke), Normandy Hotel
- 1961, Oostende, La Chèvre Folle
- 1962, Oostende, La Chèvre Folle
- 1963, Oostende, La Chèvre Folle
- 1970, Art and Idea, Museum Oud-Hospitaal Aalst, curator Roger D'Hondt
- 1972, Brussel, Galerie de la  Résidence Empain : “oeuvres d’art géométrique et cinétique” (groepstentoonstelling samen met Albert Aymé, Vincent Batbedat, Patrick Bougelet, Nino Calos, Martine Canneel, Gilberte Herreyns, Yves Millecamps, Aline Neve en Christian Nicaes)
- 1985, Oostende, Galerie De Peperbusse

## Musea
- Oostende, Mu.ZEE